# لیب‌اشتات
شهر لیب‌اشتات (به آلمانی: Liebstadt) در ایالت زاکسن در کشور آلمان واقع شده‌است.